# Маслов, Александр Владимирович
Алекса́ндр Влади́мирович Ма́слов  (25 декабря 1969, Махачкала) — советский и российский футболист, нападающий и футбольный тренер. Лучший бомбардир чемпионата России по футболу 1996 года.

## Биография
Начал карьеру во второй лиге чемпионата СССР в «Динамо» Махачкала. После распада СССР перешёл в команду первого дивизиона России «Нарт» Черкесск. На следующий сезон играл в высшей лиге за команду «Динамо» Ставрополь. В 1993 году под занавес футбольного сезона перешёл в «Ростсельмаш», который вылетел в первую лигу. В 1994 во многом благодаря 32 голам Маслова «Ростсельмаш» вернул себе место в элите. В 1996 году с 23 голами в 33 матчах Маслов стал лучшим бомбардиром чемпионата России.
В августе 1997 году переехал в Испанию, где выступал за команду «Альбасете». Главный тренер не только не ставил его в основу, но и не заявлял на матч в числе 18 игроков. Через два месяца после начала сезона 1997/98 в команде сменился главный тренер — вместо Луиса Санчеса Дукуя команду возглавил Мигель Наарро (тот, кто и настаивал в команде на переходе Маслова). При Наарро он сыграл пять матчей — дважды вышел в стартовом составе и трижды на замену. После 5-го матча нового главного тренера сняли, а Маслов в итоге на поле так больше и не появился в сезоне. К тому же были куплены два югослава, которых руководство настоятельно рекомендовало обязательно ставить в основу.
В период с 1999 по 2002 год, находясь в аренде, играл в чемпионате Швейцарии. В 2002 году вернулся в Россию и продолжил выступление за «Ростсельмаш», позже переименованный в «Ростов».
В 2004 году после прощального матча, собравшего полный стадион болельщиков, приступил к тренерской работе в этом же клубе, работал до 2019 года.
Рекордсмен ФК «Ростов» в чемпионатах России как по количеству забитых мячей за всю историю клуба — 90, так и по количеству мячей забитых за один сезон — 23.